# Yudelkys Bautista
 Yudelkys Bautista Campusano  (Santo Domingo, 5 de dezembro de 1974) é uma ex-voleibolista indoor dominicana, que atuou na posição de central , com marca de alcance de 320 cm no ataque e 308 cm no bloqueio, conquistou a , medalha de ouro nos Jogos Centro-Americanos e do Caribe de 2002 em El Salvador e possui a medalha de prata na edição de 1998 na Venezuela, sagrou-se medalhista de ouro nos Jogos Pan-Americanos de 2003 em Santo Domingo, conquistando a medalha de bronze nas edições de 1997, 2001, 2003 e 2005 do Campeonato NORCECA, mesma medalha que conquistou na Copa Pan-Americana de 2004 no México, além dos vice-campeonatos na edição de 2002 no México e também em 2005 na República Dominicana.

## Carreira
Na década de 90 a “Gigante de Manoguayabo” inicia sua trajetória na modalidade do voleibol indoor (quadra), ingressou nas categorias de base do Mirador VC, sendo treinada por Ricardo -Gioriver- Arias e Mayo Sibilia, logo foi  um dos destaques na seleção juvenil dominicana, e pouco a pouco foi tendo oportunidade na seleção principal, .
Disputou a edição dos Jogos Centro-Americanos e do Caribe de 1993 sediado em Ponce, ocasião que terminou na quarta colocação, mesmo posto obtido em 1995 na edição do Campeonato NORCECA sediado em Santo Domingo.
Em 1997 disputou pela seleção o correspondente evento do Campeonato NORCECA sediado em Caguas, e conquistou o terceiro lugar, no ano seguinte disputou o Torneio Pré-Mundial NORCECA  obtendo a vaga ao Campeonato Mundial de 1998 no Japão e finalizou no referido mundial na décima segunda colocação.
Ainda em 1998 disputou sua segunda edição dos Jogos Centro-Americanos e do Caribe realizado em Maracaibo, ocasião que sagrou-se- medalhista de pratae na jornada esportiva seguinte disputou pela seleção dominicana o Campeonato NORCECA realizado em Monterrei e finalizou no quarto posto, mesma posição que conquistou na edição dos Jogos Pan-Americanos de Winnipeg de 1999;já em novembro deste mesmo ano reforçou a equipe do Rio Marsì Palermoquando disputou a Liga A1 Italiana 1999-00, terminando na oitava colocação na fase classificatória e play-offs.
Retornou ao Mirador VC e permaneceu até 2002.No ano de 2000 competiu pela seleção dominicana na edição do Torneio Pré-Olímpico NORCECA em Lakeland e finalizou na terceira posição, não obtendo a qualificação olímpica e no ano seguinte obteve o terceiro lugar no Campeonato NORCECA realizado em Santo Domingo, conquistou o título do Torneio Pré-Mundial NORCECA realizado em Santo Domingo no ano de 2001 garantindo vaga para o Mundial de 2002 na Alemanha, competição na qual participou e finalizou na décima terceira colocação,
Em 2002 também disputou a edição dos Jogos Centro-Americanos e do Caribe sediado em San Salvador e sagrou-se medalhista de ouro  e obteve a medalha de prata na primeira edição da Copa Pan-Americana de 2002 na cidade de Tijuana .
Disputou a primeira edição da Liga Profissional dos Estados Unidos (United States Professional Volleyball League (USPV) em 2002 e alcançou o vice-campeonato.Transferiu-se para o Tenerife Marichal na jornada 2002-03 obteve o título da Supercopa Espanhola de 2002 em Miranda de Ebro  e disputou  a Liga dos Campeões da Europa 2002-03, esteve no Grupo B, e avançou desta etapa em primeiro lugar para as quartas de final, fase na qual ocorreu a eliminação, conquistando o vice-campeonato da Superliga Espanhola A, obtendo o título da Copa da Rainha da Espanha de 2003 e também foi  campeã da Supercopa Espanhola no mesmo ano realizada em Sória em 2003.
Representando a seleção dominicana em 2003 esteve no time que obteve a sétima posição no correspondente Montreux Volley Masters, assim como no Desafio Internacional de Hong Kong quando sagrou-se medalha de prata; conquistou novamente a medalha de prata na edição correspondente da Copa Pan-Americana realizada em Saltillo , também o terceiro lugar na edição do Campeonato NORCECA no mesmo ano, realizada em Santo Domingo e obteve a medalha de ouro inédita na edição dos Jogos Pan-Americanos de Santo Domingo de 2003 e foi a eleita a melhor jogadora do torneio (MVP)e foi eleita a Jogadora do Ano.Participou do elenco dominicano que alcançou o décimo lugar na edição da Copa do Mundo do Japão  em 2003.
Voltou atuar pelo voleibol italiano quando foi contratada pelo  Kab Holding Sassuolo terminando na décima primeira posição na Liga A1 Itália de 2003-04 e voltou em 2004 para o Mirador VC.
Em 2004 competiu no Torneio Pré-Olímpico Sul-Americano conquistando o título e a caga para disputar os Jogos Olímpicos de Atenas no mesmo ano sendo a melhor jogadora deste campeonato e ficou antes na segunda posição no Torneio Pré-Olímpico NORCECA no mesmo ano e também foi a melhor jogadora, e na edição dos Jogos Olímpicos de Verão em Atenas de 2004 terminou na décima primeira posição; nesta temporada conquistou o terceiro lugar na Copa Pan-Americana realizada nas cidades de Tijuana e Mexicali e disputou pela primeira vez no Grand Prix de 2004 cuja fase final deu-se em Reggio Calabria quando vestiu a camisa #3 quando terminou na décima primeira colocação.
Permaneceu no voleibol italiano na temporada de 2004-05 pelo Volley Modena desde outubro de 2004 terminando na décima segunda posição na Liga A1 Itália de 2004-05, em 2005 transferiu-se para o Club Modeca.
Na temporada de 2005 pela seleção dominicana conquistou a medalha de prata na edição do Copa Pan-Americana sediada em Santo Domingo e foi eleita a melhor jogadora da competição e alcançou o bronze na edição do Campeonato NORCECA de 2005 em Porto of Spain e disputou  a edição do Grand Prix de 2005, quando vestiu a camisa #3 quando terminou na décima primeira colocação.
Novamente defendeu as cores de um clube espanhol, desta vez o Hotel Cantur Las Palmas,  e sagrou-se vice-campeã na Supercopa Espanhola  de 2005 realizada em Tenerife , vice-campeonato da Superliga Espanhola A 2005-06 e o vice-campeonato na Copa da Rainha da Espanha de 2006,disputou  a Liga dos Campeões da Europa 2002-03, esteve no Grupo B terminando em terceiro, não avançando a fase seguinte.
Competiu no do Grand Prix de 2006, quando vestiu a camisa #3 quando terminou na oitava colocação, ano que resolveu aposentar-se. E foi homenageada no  Festival Deportivo Semana Santa “Hato Mayor 2018” e um torneio levou seu nome. Considerada a mais completa jogadora do país e uma das grandes centrais de sua época.

## Títulos e resultados
- Torneio Pré-Olímpico Sul-Americano:2004[36]
- Torneio Pré-Mundial:2001[15]
- Torneio Pré-Olímpico NORCECA:2004[37]
- Torneio Pré-Olímpico NORCECA:2000[13]
- Jogos Centro-Americanos e do Caribe:1993[3]
- Jogos Pan-Americanos:1999[10]
- Campeonato NORCECA:1995[4], 1999[9]
- Desafio Internacional de Hong Kong:2003[27]
- Superliga Espanhola A:2005-06[55]
- Superliga Espanhola A:2002-03[23]
- Supercopa Espanhola:2003[25]
- Supercopa Espanhola:2002[21]
- Supercopa Espanhola:2005[54]
- Copa de S.M. Rainha da Espanha:2003[24]
- Copa de S.M. Rainha da Espanha:2006[56]
- Liga Profissional dos Estados Unidos (USPV):2002[20]

## Premiações individuais
- MVP da Copa Pan-Americana de 2005[1]
- MVP do Torneio Pré-Olímpico de 2004[1]
- Jogadora do Ano de 2003[1]
- MVP dos Jogos Pan-Americanos de 2003[1]